# Túde
Túde (celým názvem Hezbe Túdeje Írán حزب تودۀ ایران, překládáno jako Lidová strana Íránu nebo Strana íránských mas) je íránská politická strana, hlásící se ke krajní levici, její program spojuje marxismus s prvky íránského nacionalismu. Navázala na Komunistickou stranu Íránu, která byla založena v roce 1920 a se sovětskou pomocí vyhlásila v Gílánu Perskou socialistickou sovětskou republiku. Po porážce povstání byla strana postavena mimo zákon. V roce 1937 došlo k velké vlně represí, při níž bylo uvězněno množství levicových aktivistů, tzv. skupina Padesáti tří.
V roce 1941, kdy byl Írán obsazen sovětskou a britskou armádou, byla většina politických vězňů propuštěna a 29. září tohoto roku vznikla strana Túde, jejímž prvním lídrem byl Solejman Eskandarí. Ve volbách do Madžlisu v roce 1944 získala strana osm mandátů. Túde se po druhé světové válce výrazně podílela na separatistických hnutích Kurdů (Mahábádská republika) a Azerů, podporovaných Sovětským svazem. Dne 4. února 1949 provedl jeden z členů strany neúspěšný atentát na panovníka Muhammada Rezu Pahlavího, reakcí byl zákaz strany. I v ilegalitě Túde podporovala znárodnění íránského ropného průmyslu, které vyhlásil premiér Muhammad Mosaddek, následnou roztržku mezi Íránem a západními státy (Íránská krize) se pokusila využít k převzetí moci. To vedlo v srpnu 1953 k vojenskému převratu podporovanému Central Intelligence Agency, po kterém většina lídrů strany skončila ve vězení nebo v exilu (např. spisovatel Bozorg Alaví a architekt Kianúrí Núruddín získali azyl v NDR, Mohamed Torbati a Mansúr Šakí žili v Československu).
V Íránu nesměla strana veřejně působit až do roku 1979. Výrazně se pak angažovala v islámské revoluci, ve volbách v roce 1980 však neuspěla. Na rozdíl od konkurenční levicové skupiny Lidoví mudžáhedíni, která brzy zahájila ozbrojený boj proti Chomejního režimu, byla Túde k novým vládcům zpočátku loajální – v letech 1982–83 však teokraté začali likvidovat veškerou opozici a hromadně zatýkali její příslušníky. Uvězněný lídr strany Ehsan Tabarí byl v květnu 1984 donucen vystoupit v televizi s projevem, v němž se přiznal ke špionáži pro SSSR a odvolal své ateistické názory. Definitivní konec aktivit Túde na íránském území učinily popravy tisíců politických odpůrců v létě roku 1988. Od té doby funguje Íránská lidová strana pouze v exilu. V roce 2017 vydala prohlášení, v němž na rozdíl od ostatních íránských opozičních skupin odsoudila americký útok na základnu Šajrát v Sýrii.